# Üçağızlı-Höhle
Die Üçağızlı-Höhle ist ein archäologischer Fundplatz an der Südküste der Türkei in der Provinz Hatay, südwestlich von Antakya. Die teilweise eingestürzte Kalksteinhöhle liegt heute ungefähr 18 Meter über dem Meeresspiegel und wird seit den 1990er-Jahren von türkischen und US-amerikanischen Wissenschaftlern erforscht.

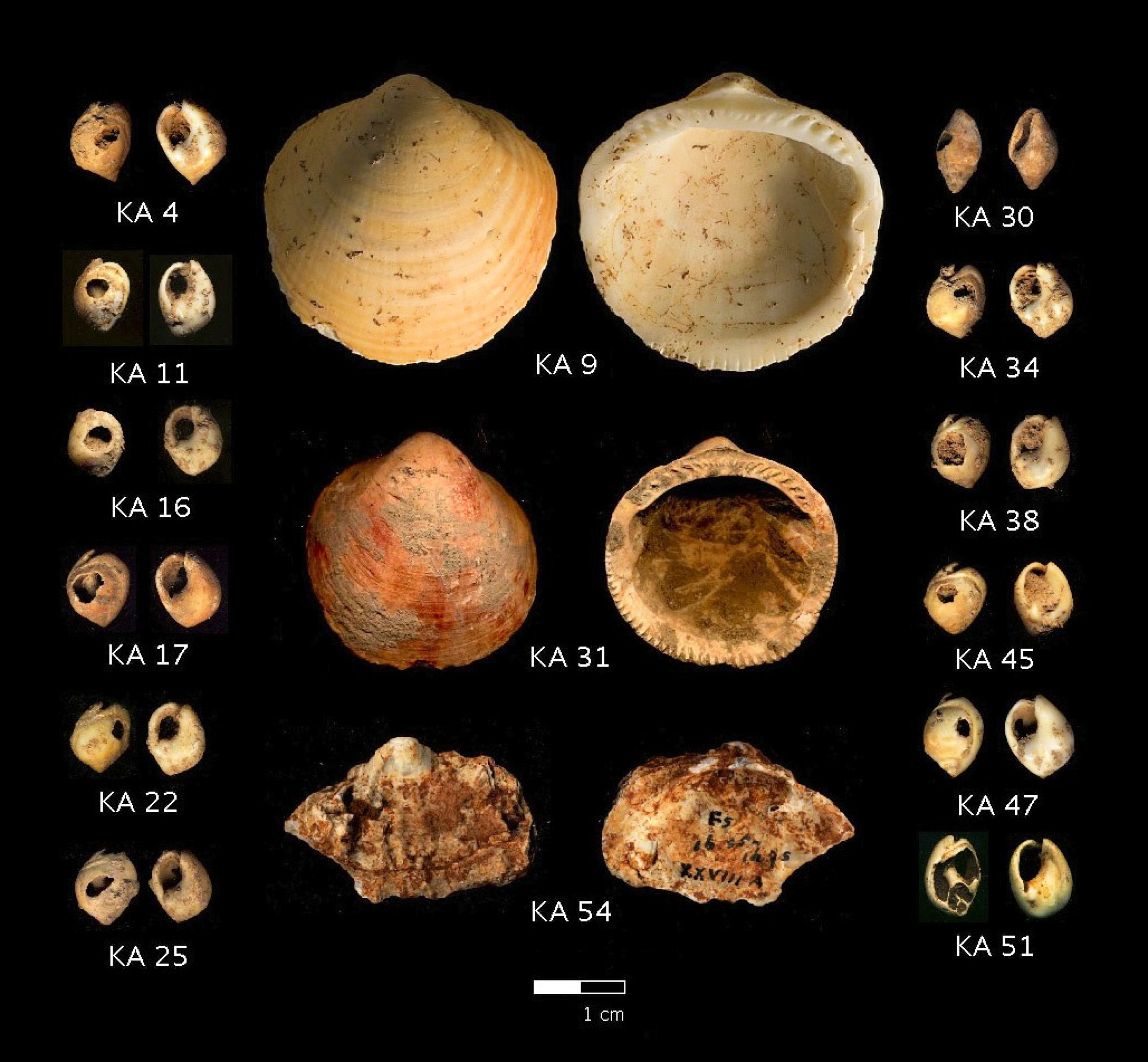
Schneckengehäuse und Muschelschalen aus Ksar Akil

Die ältesten Fundschichten wurden in die Zeit vor 44.000 bis 41.000 Jahren datiert und enthielten zahlreiche Steinwerkzeuge. Ferner wurden in der Höhle hunderte durchbohrter Schneckenhäuser entdeckt, die als Überreste von Körperschmuck („Perlenketten“) gedeutet werden und ebenfalls mindestens 40.000 Jahre alt sind. Sie gelten als die ältesten Schmuckstücke des anatomisch modernen Menschen (Homo sapiens), die außerhalb Afrikas geborgen wurden und ähneln vergleichbaren Artefakten jungpaläolithischer Kleinkunst, aus dem rund 250 Kilometer entfernten Fundplatz Ksar Akil im Libanon, zehn Kilometer nordöstlich von Beirut.
Die Besiedelung der Üçağızlı-Höhle erstreckte sich über rund 12.000 Jahre.
Die Höhle gilt als archäologisches Bindeglied zwischen Fundorten in der Levante und in Rumänien (Peștera cu Oase) bei der Rekonstruktion der Ausbreitung des Menschen aus Afrika nach Europa. Allerdings wurden bislang nur zehn Zähne aus unterschiedlich alten Fundschichten geborgen, die zwar dem anatomisch modernen Menschen zugeschrieben werden, jedoch aufgrund ihres unterschiedlichen Alters wenig aussagekräftig für die paläoanthropologische Rekonstruktion der ehemaligen Bewohner sind.

## Belege
1. 1 2  Chris Stringer: The Origin of Our Species. Penguin / Allen Lane, 2011, S. 94–98, ISBN 978-1846141409
2. ↑   Steven L. Kuhn: Upper Paleolithic raw material economies at Üçağızlı cave, Turkey. In: Journal of Anthropological Archaeology. Band 23, Nr. 4, 2004, S. 431–448, doi:10.1016/j.jaa.2004.09.001
3. ↑   Richard G. Klein: The Human Career: Human Biological and Cultural Origins. 3. Auflage 2009, S. 646, ISBN 978-0-226-43965-5
4. ↑   Steven L. Kuhn et al.: Ornaments of the earliest Upper Paleolithic: New insights from the Levant. In: PNAS. Band 98, Nr. 13, 2001, S. 7641–7646, doi:10.1073/pnas.121590798
5. ↑  Übersicht über die Zahnfunde in der Höhle (Memento vom 5. März 2016 im Internet Archive).